# Чемпионат России по тхэквондо 2019
Чемпионат России по тхэквондо 2019 года среди мужчин и женщин проходил с 15 по 19 октября в Казани. В соревнованиях приняли участие представители более 30 регионов.

## Медалисты

### Мужчины
| Весовая категория | Золото                                                 | Серебро                                              | Бронза                                                                                |
| ----------------- | ------------------------------------------------------ | ---------------------------------------------------- | ------------------------------------------------------------------------------------- |
| до 54 кг          | Дмитрий Шишко · Ростовская область                     | Артём Нухов · Челябинская область                    | Евгений Мусаев · Белгородская область Максуд Дадашов · Санкт-Петербург                |
| до 58 кг          | Георгий Гурциев · Московская область · Северная Осетия | Сергей Кирсанов · Татарстан                          | Али Алиев · Дагестан Магомед Магомедов · Московская область                           |
| до 63 кг          | Андрей Канаев · Рязанская область                      | Болат Изутдинов · Москва                             | Давид Назарян · Ростовская область Роман Лещев · Татарстан                            |
| до 68 кг          | Борис Краснов · Самарская область                      | Сармат Цакоев · Московская область · Северная Осетия | Кирилл Кучьянов · Воронежская область Павел Смирнов · Красноярский край               |
| до 74 кг          | Кадырбеч Дауров · Адыгея                               | Дмитрий Артюхов · Краснодарский край                 | Рустам Одинаев · Ямало-Ненецкий автономный округ Никита Кривейченко · Санкт-Петербург |
| до 80 кг          | Антон Котков · Карелия · Сахалинская область           | Дали Ишбердин · Башкортостан                         | Степан Слепов · Волгоградская область Шамиль Исаков · Дагестан                        |
| до 87 кг          | Рафаэль Камалов · Татарстан                            | Юрий Кириченко · Краснодарский край                  | Александр Пряжников · Москва Глеб Захаров · Москва                                    |
| свыше 87 кг       | Рафаиль Аюкаев · Самарская область                     | Олег Кузнецов · Иркутская область                    | Роман Кузнецов · Иркутская область Вадим Мельников · Москва                           |

### Женщины
| Весовая категория | Золото                                                   | Серебро                               | Бронза                                                                                |
| ----------------- | -------------------------------------------------------- | ------------------------------------- | ------------------------------------------------------------------------------------- |
| до 46 кг          | Лариса Медведева · Москва                                | Софья Фомичёва · Москва               | Анастасия Артамонова · Санкт-Петербург · Ингушетия Ирина Рогозина · Самарская область |
| до 49 кг          | Галина Медведева · Москва                                | Виктория Башкирова · Москва           | Полина Щербакова · Санкт-Петербург · Ингушетия Василина Подрез · Краснодарский край   |
| до 53 кг          | Анна Казарновская · Татарстан                            | Алёна Миронюк · Татарстан             | Валерия Комышева · Карачаево-Черкесия Ксения Суринская · Самарская область            |
| до 57 кг          | Анисия Челохсаева · Московская область · Северная Осетия | Кисаран Халлаева · Московская область | Елена Кривейченко · Санкт-Петербург Юлия Бакрушева · Челябинская область              |
| до 62 кг          | Кристина Прокудина · Челябинская область                 | Юлия Волкова · Краснодарский край     | Александра Шабалина · Москва Светлана Бурмистрова · Рязанская область                 |
| до 67 кг          | Юлия Зайцева · Татарстан                                 | Карина Жданова · Москва               | Валерия Башкирова · Москва Маргарита Близнякова · Челябинская область                 |
| до 73 кг          | Полина Хан · Ростовская область · Кабардино-Балкария     | Арина Животкова · Челябинская область | Барият Исакова · Дагестан Анна Пичугина · Москва                                      |
| свыше 73 кг       | Элла Борисова · Самарская область · Приморский край      | Кристина Адебайо · Москва             | Кристина Дюбина · Адыгея Марина Климко · Москва                                       |